# Яшручей
Яшручей — ручей в России, протекает по территории Шокшинского вепсского и Ладвинского сельских поселений Прионежского района Республики Карелии. Длина ручья — 11 км.
Ручей берёт начало из болота Сельга на высоте выше 66 м над уровнем моря и далее течёт преимущественно в южном направлении по заболоченной местности.
Яшручей в общей сложности имеет три малых притока суммарной длиной 6,0 км.
Впадает на высоте выше 46,4 м над уровнем моря в Ржаной ручей, приток реки Муромли, впадающей в Верхнесвирское водохранилище, через которое протекает река Свирь.
Населённые пункты на ручье отсутствуют.
Код объекта в государственном водном реестре — 01040100712202000012339.